# Rory Storm and The Hurricanes
Rory Storm and The Hurricanes est un ancien groupe de rock de Liverpool où jouait Ringo Starr avant de faire partie des Beatles. Le groupe avait sa petite réputation à Liverpool. Tout comme les Beatles débutants, il se produisit à Hambourg au début des années 1960. Ils partagèrent notamment l'affiche au Kaiserkeller et c'est là que Ringo Starr eut la première occasion de tenir la batterie (à la place de Pete Best) derrière John Lennon, Paul McCartney, George Harrison et Stuart Sutcliffe.

## Historique
Le groupe était constitué autour du noyau Rory Storm (né Alan Caldwell) et Johnny Guitar (né Johnny Byrne). D'abord, appelé les Raving Texans de 1957 à 1959, il fonctionnera comme un quintette avec une structure relativement stable jusqu'en 1962. Les Hurricanes et les Beatles se succédèrent de nombreuses fois sur scène dans les différents clubs de la cité portuaire du nord britannique, berceau du Merseybeat, tout comme à Hambourg, entre 1960 et 1962.
- Rory Storm : chant
- Johnny Guitar : guitare rythmique
- Ty Brian : guitare solo
- Lou Walters : basse
- Ringo Starr: batterie

Il devint l'un des groupes les plus populaires de Liverpool au début des années 60, notamment en raison du jeu de scène de Rory Storm. En août 1962, Ringo Starr quitte alors les Hurricanes qui perdirent progressivement leur popularité.
Le groupe ne connut que peu de succès pour deux raisons :
- Leur peu d'entrain à jouer de nouvelles chansons
- Leur volonté de ne pas trop s'éloigner de Liverpool

## Discographie
- Dr Feelgood / I can tell
- America / Since You Broke My Heart